# Nyctemera convexa
Nyctemera convexa är en fjärilsart som beskrevs av Semper 1899. Nyctemera convexa ingår i släktet Nyctemera och familjen björnspinnare. Inga underarter finns listade i Catalogue of Life.